# On and On and On
On and On and On ist ein Lied der schwedischen Popgruppe ABBA. Es wurde 1980 von Benny Andersson und Björn Ulvaeus geschrieben und auf dem siebten Studioalbum der Band, Super Trouper, veröffentlicht.
Die Leadsängerin ist Anni-Frid Lyngstad. Die Aufnahmen dauerten vom 12. Februar bis zum 24. April 1980. Das Lied entstand während Anderssons und Ulvaeus' Aufenthalt auf Barbados. Es handelt von den gelegentlichen Flirts in der High Society. Eine längere Version wurde für das Musikvideo verwendet, das aus Bildern ihrer Konzerttournee durch die Vereinigten Staaten und Europa bestand.

## Veröffentlichung
Der Song wurde am 3. November 1980 in einigen Ländern (USA, Japan, Australien, Argentinien und Frankreich) als Single veröffentlicht. Auf der B-Seite befand sich das Lied The Piper, welches auch für Super Trouper produziert wurde.

## Erfolge
Das Lied erreichte Platz 9 in den australischen Charts, Platz 18 in den französischen Charts, Platz 52 in den japanischen Charts und Platz 92 in den US-amerikanischen Charts.

## Sonstiges
On and On and On wurde für More ABBA Gold – More ABBA Hits im Jahr 1993 verwendet.